# Методи амортизації
Ме́тоди амортиза́ції — методика за якою розраховується Амортизація. Амортизація нараховується згідно з Національним положенням бухгалтерського обліку, а саме П(С)БО 7 «Основні засоби» (п. 26) а також Податкового кодексу України (стаття 144–146).
Амортизація основних засобів (крім інших необоротних матеріальних активів) нараховується із застосуванням таких методів:
1. прямолінійного, за яким річна сума амортизації визначається діленням вартості, яка амортизується, на строк корисного використання об'єкта основних засобів;
2. зменшення залишкової вартості, за яким річна сума амортизації визначається як добуток залишкової вартості об'єкта на початок звітного року або первісної вартості на дату початку нарахування амортизації та річної норми амортизації. Річна норма амортизації (у відсотках) обчислюється як різниця між одиницею та результатом кореня ступеня кількості років корисного використання об'єкта з результату від ділення ліквідаційної вартості об'єкта на його первісну вартість;
3. прискореного зменшення залишкової вартості, за яким річна сума амортизації визначається як добуток залишкової вартості об'єкта на початок звітного року або первісної вартості на дату початку нарахування амортизації та річної норми амортизації, яка обчислюється відповідно до строку корисного використання об'єкта і подвоюється. Метод прискореного зменшення залишкової вартості застосовується лише при нарахуванні амортизації до об'єктів основних засобів, що входять до груп 4 (машини та обладнання) та 5 (транспортні засоби);
4. кумулятивного, за яким річна сума амортизації визначається як добуток вартості, яка амортизується, та кумулятивного коефіцієнта. Кумулятивний коефіцієнт розраховується діленням кількості років, що залишаються до кінця строку корисного використання об'єкта основних засобів, на суму числа років його корисного використання;
5. виробничого, за яким місячна сума амортизації визначається як добуток фактичного місячного обсягу продукції (робіт, послуг) та виробничої ставки амортизації. Виробнича ставка амортизації обчислюється діленням вартості, яка амортизується, на загальний обсяг продукції (робіт, послуг), який підприємство очікує виробити (виконати) з використанням об'єкта.

Варто звернути увагу що до 01.01.2011 р існував ще податковий метод (згідно з Законом України «Про податок на прибуток») суть якого полягає в тому що основні засоби поділені на групи, для кожної з яких визначена норма амортизації у відсотках. Цей метод використовувався для визначення амортизаційних витрат при обчислені податку на прибуток.